# 모니크 메르퀴르
모니크 메르퀴르(Monique Mercure, CC, 1930년 11월 14일 ~ 2020년 5월 17일)는 캐나다의 배우이다.

## 출연 작품
- 더 걸 인 더 화이트 코트 (2011)
- 레시츠 드 하이퍼인플레이션 (2011)
- 생 마르티르의 저주 (2005)
- 자유를 향해 (1999)
- 레드 바이올린 (1998)
- 휘스커스 (1997)
- 네이키드 런치 (1991) - 파델라 역
- 당 르 방트르 디 드라공 (1989)
- 모니카 (1979)
- 퀸테트 살인 게임 (1979)
- 사진사 J.A. 마르땡 (1977)
- 우리 아저씨 앙트완느 (1971)
- 자유 부인 (1970)